# Savanes (Elfenbeinküste)
Savanes ist ein Distrikt der Elfenbeinküste mit der Hauptstadt Korhogo und unterteilt sich in die Regionen Bagoué, Poro und Tchologo. Der Distrikt liegt im Norden des Landes und grenzt an Mali und Burkina Faso. Dem Zensus von 2021 zufolge leben im Distrikt 2.159.434 Menschen. Der Distrikt entsprach in seinen Abmessungen der früheren Region Savanes.